# Shinrō Ōtake

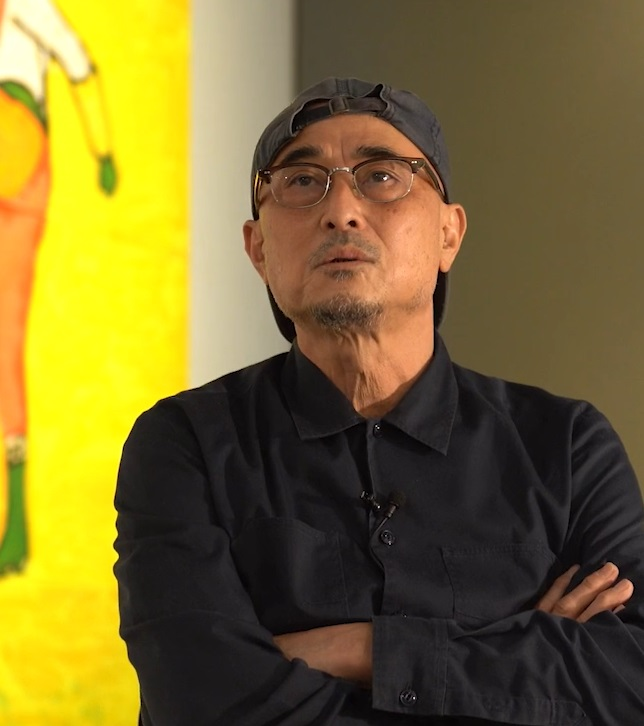
Shinrō Ōtake, 2022

Shinrō Ōtake (jap. 大竹 伸朗, Ōtake Shinrō; * 8. Oktober 1955 in Tokio) ist ein japanischer Maler. Er lebt und arbeitet in Uwajima, auf der Insel Shikoku.

## Leben und Werk
Shinrō Ōtake studierte an der Kunsthochschule Musashino in Kodaira, Präfektur Tokio und erlangte dort 1980 den Abschluss. Ōtake schreibt, macht Architekturprojekte, Assemblagen, Collagen und Noise-Musik. 2009 schuf Ōtake ein funktionstüchtiges Badehaus für die Benesse Art Site auf Naoshima.

„Er führt Alltagsmaterialien wie Neonschilder, Plakate, Fotos und Bildmaterial aus verschiedenen Veröffentlichungen, Produkten, Ländern und Zeiten sowie Weggeworfenes einer neuen Verwendung zu, indem er diese Gegenstände zu Assemblagen zusammenstellt, die die intensiven körperlichen und zeitlichen Prozesse thematisieren, die beeinflussen, wie wir Dinge wahrnehmen, verstehen und in Erinnerung behalten.“

2012 nahm Shinrō Ōtake an der dOCUMENTA (13) in Kassel teil und zeigte dort Mon Cheri: A Self-Portrait as a Scrapped Shed. Ohtake schuf seit 1977 über 60 Scrapbooks, Mixed Media-Künstlerbücher, von denen einige 2013 auf der Biennale di Venezia gezeigt wurden. Das Scrapbook #66 aus den Jahren 2010–12 hat zum Beispiel die Abmaße 72 × 96 × 129 cm, ist 27,2 kg schwer und umfasst 830 Seiten.

## Auszeichnungen
- 2013–2014 The Agency for Cultural Affairs Minister’s Award for the Fine Arts